# Серхио Перес
Серхио Перез Мендоса е пилот от Формула 1. Роден е на 26 януари 1990 г. в Гуадалахара (Мексико). Известен е още с прозвището Чеко. Името Перес е познато покрай по-големия брат на Серхио – Антонио, който е бивш шампион в НАСКАР.

## Първи стъпки
Кариерата си на състезател мексиканецът започва през 2004 година в SBNC шампионата в САЩ.
През следващата година се премества в Европа, където се състезава в германските серии Формула БМВ. Там той се състезава за Розберг Тийм и завършва 14-и в класирането на края на сезона, а през 2006 се изкачва до шестата позиция. 2006 и 2007 години прекарва в A1GP, където става част от екипа на A1 Тийм Мексико. През 2007 участва в британските серии на Формула 3. Там печели две трети от състезанията, с което и целия шампионат.

## ГП2 Азия
През 2008 г. преминава в ГП2 Азия, където се състезава с екипа на Кампос и си партнира с Виталий Петров. Серхио печели своето първо състезание от ГП2 Азия на пистата Сакхир в Бахрейн, като води от началото до края.
През 2009 година се премества в тима на Арден Интернешънъл, с който се състезава в ГП2. Първия си сезон завършва 12-и, но през 2010 печели пет състезания и остава втори след Пастор Малдонадо.

## Формула 1

### 2011
На 4 октомври 2010 г., екипът на Заубер официално представя Перес като свой титулярен пилот. Той заменя Ник Хайдфелд, който преминава в Лотус Рено. Съотборник на Серхио е японската звезда Камуи Кобаяши. Перес става и първия мексикански пилот да участва във Формула 1 след Хестор Ребак който участвал през 1977 – 1981.
Той завършва на 7-а позиция в първото състезание в Австралия впечатлявайки коментаторите като спира само веднъж за гуми, единствения пилот правейки го това в няколко състезания. „Заубер“ е дисквалифициран след състезанието поради технически неизправности. В Малайзия Перес не повтаря това си представяне след като части от болида на Себастиен Буеми се разхвърчават към електрическата система на Заубера на мексиканеца, отпадайки от състезанието. В Китай той стартира 12-и и се бори за спечелване на точки, но контакт с друг автомобил го изпраща на 17-а позиция. В Испания финиширайки 9-и, пред съотборника си Камуи Кобаяши, постига и първите си точки.
По време на третата квалификационна сесия за Гран При на Монако, Перес загуби контрол след тунела завътейки се на надясно и се удари в бариерата с тежък удар. Видя се от повторението че Серхио вдигна ръцете си около главата за да се предпази. Сесията бе спряна докато медицинските екипи работиха по изваждането на мексиканеца от болида. Един от членовете на екипа на Заубер потвърди че Перес е в съзнание и може да говори след катастрофата. Поради загуба на съзнание той пропусна състезанието, но също така и в Канада след като само участва първата петъчна сесия, след като не се чувствал добре. Педро де ла Роса го замести в квалификацията и състезанието, преди Серхио да се завърне за европейския кръг във Валенсия. Там той завърши 11-и след като бе само един път в пита. В Силвърстоун завърши на 7-а позиция което бе най-добрата позиция за този сезон и 11-и в Германия. След 15-а позиция в Унгария дойде и отпадане в Спа, следвайки и проблем със скоростната кутия в Монца, и 10-а позиция в Сингапур след като загуби деветата позиция от Фелипе Маса. В Япония Перес завърши на 8-а позиция, но 16-а позиция извън точките в Корея се провали да постигне точки. В първото издание на ГП на Индия завърши отново 10-и следвайки 11-а позиция в Абу Даби след като имаше проблеми на старта. Бе потвърдено на 27 юли че Перес ще остане в редиците на Заубер заедно с Кобаяши.

### 2012
През 2012 година Перес постига най-доброто си класиране като завършва на второ място в Малайзия и Италия. Освен това се качва на подиума още веднъж, завършвайки 3-ти в Канада. Успява да влезе в зоната на точките още четири пъти, пет пъти обаче завършва на 11-о място на косъм от точките. Завършва сезона на 10-а позиция с 66 точки. Неговият тим Заубер става 6-и със 126 точки.